# Schreiberhöhle
Die Schreiberhöhle ist eine rund 2,5 km nordwestlich von Steinheim am Albuch in Baden-Württemberg gelegene Schichtfugenhöhle.

## Geographische Lage
Die Höhle liegt unter einem aufgelassenen Steinbruch am rechten Hang des Doschtals, einem östlichen Seitental des Wentals. Ihr Eingang befindet sich am nordwestlichen Rand des Steinbruchs auf 620 m ü. NHN und ist durch einen Stahlkäfig mit Einfluggittern gesichert. Die Höhle ist zum Fledermausschutz nur vom 16. Mai bis 31. Juli geöffnet.

## Topographie
Bei der Schreiberhöhle handelt es sich um eine vor etwa 15 Millionen Jahren entstandene, an Schichtfugen angelegte Höhle, die in den rund 30 cm stark gebankten Kalken des Weißen Jura Zeta angelegt ist. Entdeckt wurde sie, nachdem bei Sprengarbeiten zwei Schächte eingebrochen waren. Im Mai 1960 wurde sie nach dem Heidenheimer Höhlenforscher Walter Schreiber († 1960) benannt, der die Höhle in Zusammenarbeit mit dem Laichinger Höhlen- und Heimatverein erstmals vermessen hatte. Weitere Forschungen, Vermessungen und Kartierungen erfolgten 1971/72, 1980 und ab 1997. Die Länge der Höhle ist mit 210 m angegeben, die Höhendifferenz beträgt 17 m.
Beim Abstieg in die Schreiberhöhle gelangt man hinter dem Gitter zunächst in eine 2 m tiefe Grube, die an der rechten Seite einen bodentiefen, mit einem Metallrahmen versehenen Durchstieg aufweist. Dahinter öffnet sich ein etwa 2 m breiter Gang, in den vertikal fast 4 m tief abgestiegen werden muss. Am Ende dieses kurzen Gangs gelangt man in einen 8 m × 3 m großen und 2 m hohen Raum, der mit herabgefallenem Gestein (Versturz) übersät ist. Im östlichen Deckenbereich befindet sich ein senkrechter Schacht, der an der Tagesoberfläche abgedeckt ist. Links bzw. halblinks zweigen der Versturzschacht und der Fledermausgang ab, am rechten Ende des Raums verläuft tangential der Hauptgang der Höhle. Folgt man dem 40 m langen Hauptgang nach links in nordnordwestlicher Richtung, gelangt man an den Abzweig zur Sackgasse und erreicht dort nach 19 m den westlichen Endpunkt der Höhle. In entgegengesetzter Richtung führt der Hauptgang zum Großen Versturz, in dessen Geröll der Schädel und mehrere Knochen eines Auerochsen geborgen werden konnten. Man geht daher davon aus, dass die Höhle früher leichter zugänglich war als heute. Vor dem Großen Versturz zweigt ein weiterer Gang aus, der parallel zum Hauptgang verläuft und mit ihm über zwei Schlufe verbunden ist. Über einen weiteren, gegrabenen Schluf erreicht man hinter dem Großen Versturz die 7 m × 5 m messende Bisonhalle, deren Deckenhöhe 2 m beträgt. Aus ihr führen zwei parallele Gänge, von denen der linke nach rund 14 m als Sintergang endet und damit den östlichsten Punk der Höhle markiert.

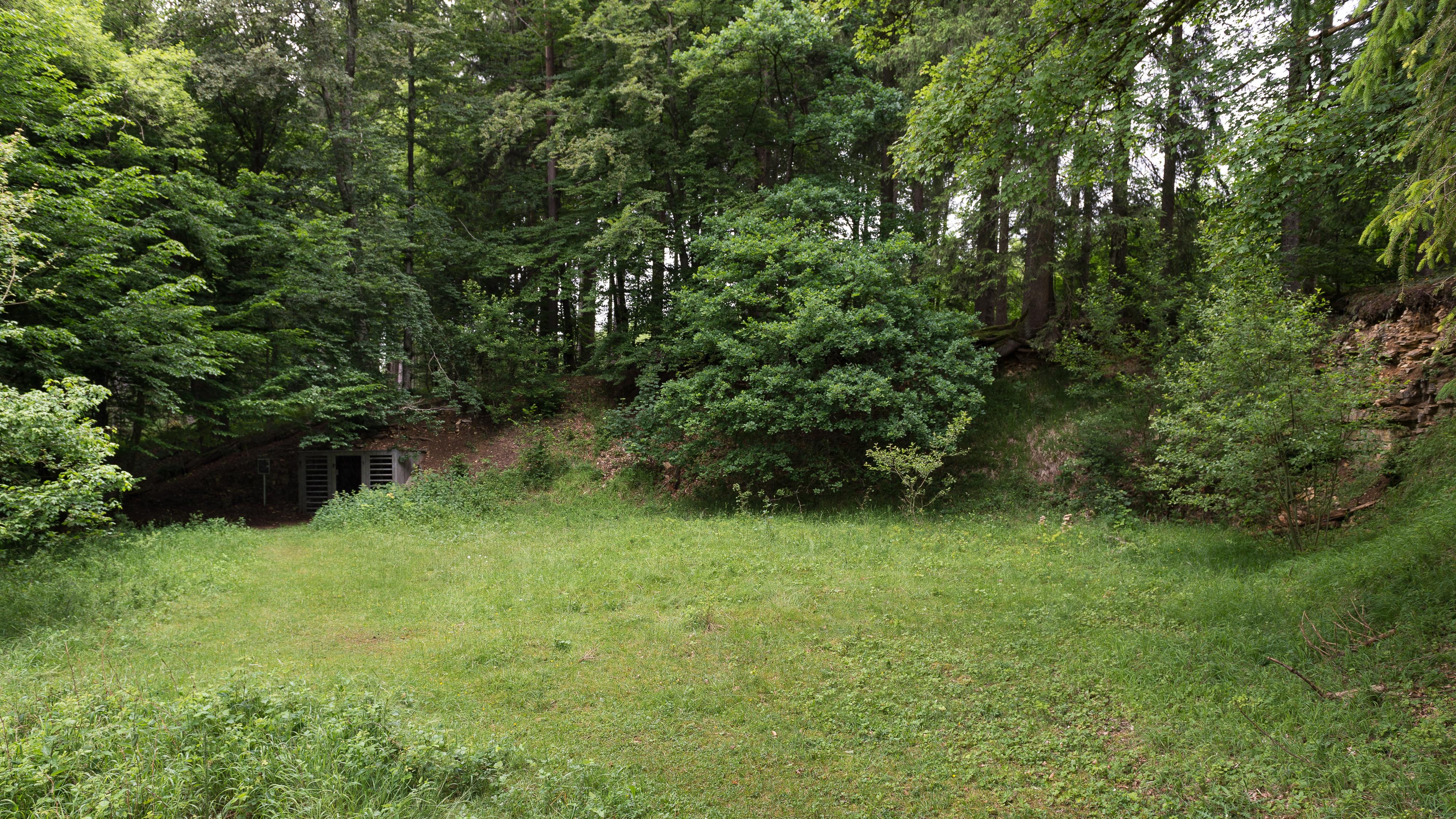
Lage des Höhleneingangs in einem aufgelassenen Steinbruch
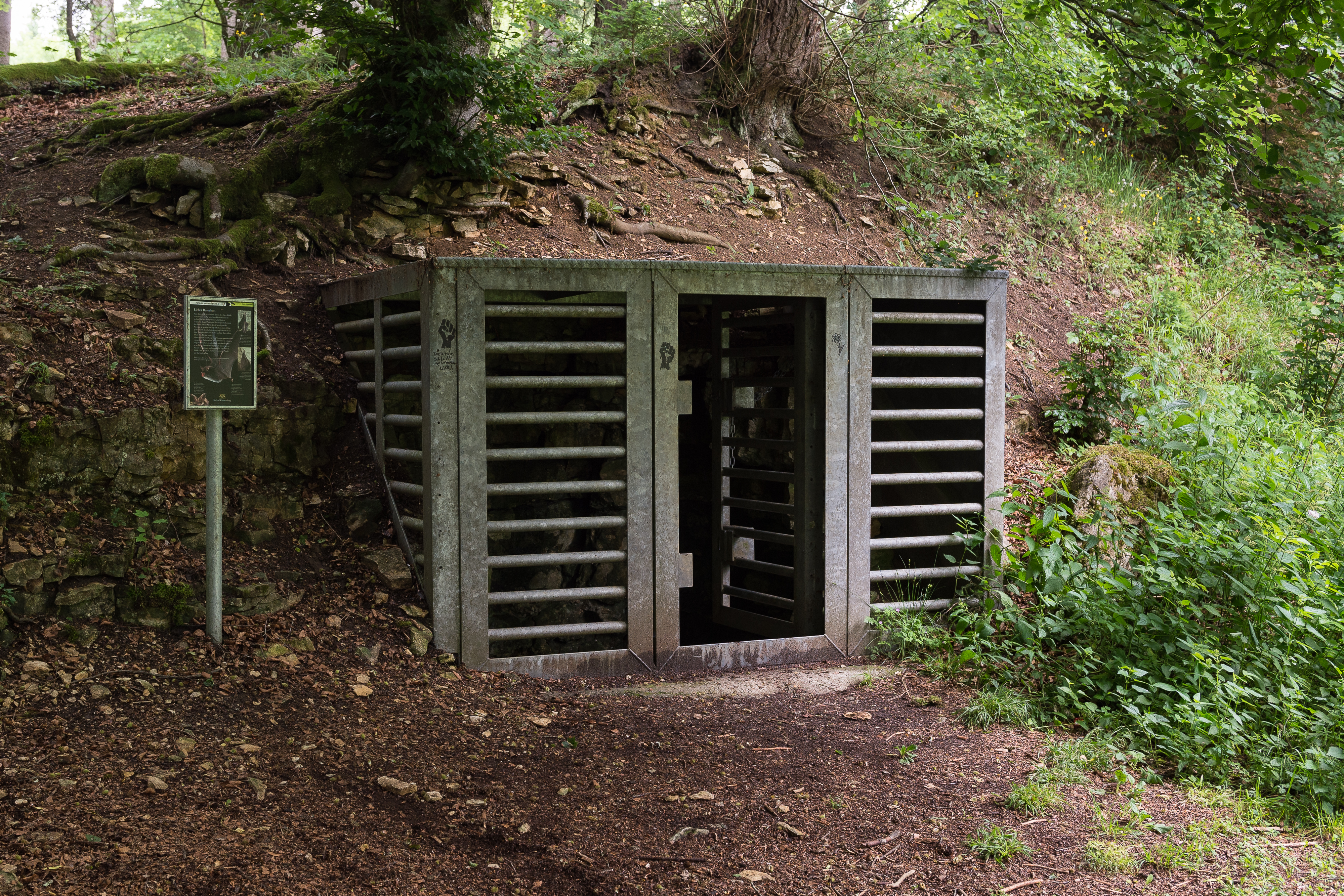
Ein Käfig mit Einfluggittern sichert die Höhle vor Zutritt
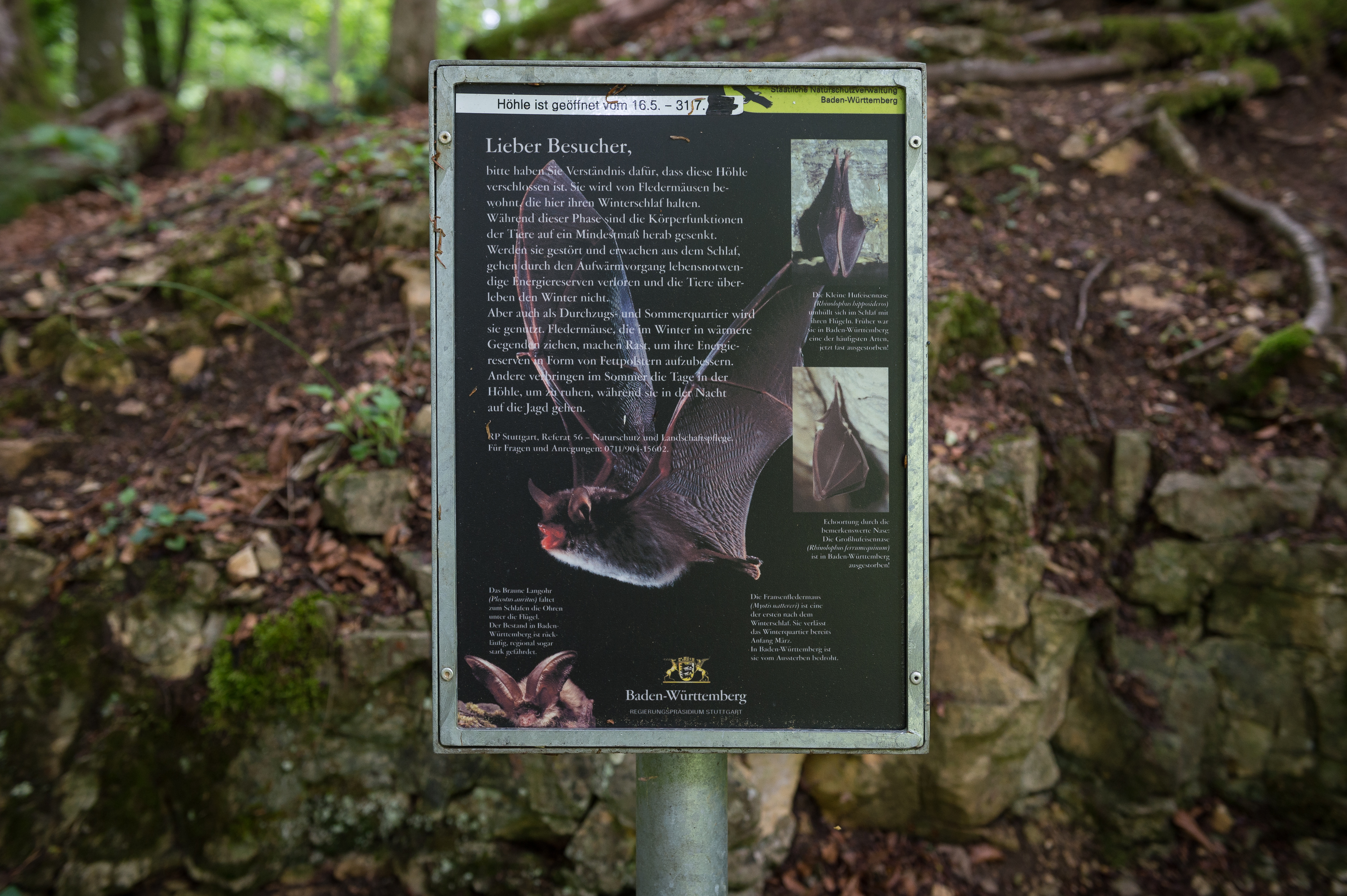
Hinweistafel mit Informationen zum Fledermausschutz
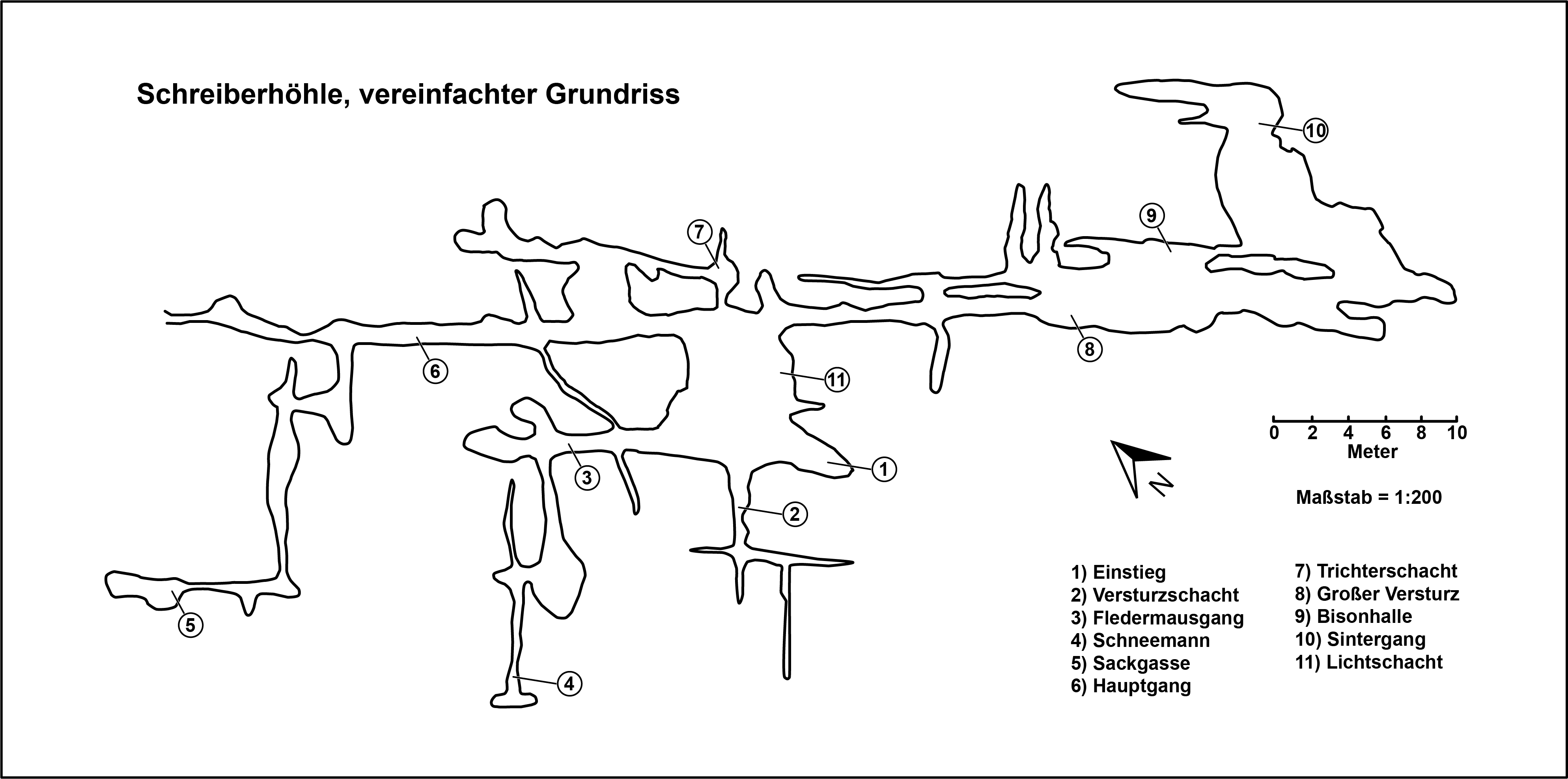
Vereinfachter Grundriss (Stand 1993)